# تانهاجی
تانهاجی: جنگجوی ستایش نشده (به انگلیسی: Tanhaji: The Unsung Warrior) یک سینمایی هندی در ژانر اکشن، درام تاریخی و فیلم زندگی‌نامه‌ای محصول سال ۲۰۲۰ میلادی که با بازی اجی دیوگن، سیف علی خان و کاجول است.

## خلاصه داستان فیلم
امپراتور مغول قصد تصاحب هندوستان و گسترش امپراتوری اش را دارد، شیواجی، پادشاه ماراتا است و سعی می‌کند تا این امر را از تنهاجی که فرماندهٔ امپراتور ماراتا است پنهان کند چرا که جشن ازدواج پسر تنهاجی نزدیک است اما تنهاجی از موضوع مطلع می‌شود و تصمیم می‌گیرد جلوی سرباز مورد اعتماد امپراتور مغول یعنی اودیبان را بگیرد و او را از رسیدن به قلعه و تحت کنترل گرفتن آن متوقف کند.

## تولید
پیش‌تولید در تاریخ ۲۰ ژوئیه ۲۰۱۷ آغاز شد. فیلمبرداری اصلی از ۲۵ سپتامبر ۲۰۱۸ آغاز شد.
در ۱۹ نوامبر، تریلر رسمی فیلم توسط تی-سریز پخش شد. در ۱۶ دسامبر، دومین تریلر رسمی فیلم پخش شد.
این فیلم به‌طور رسمی در ۱۰ ژانویه سال ۲۰۲۰ در سه بعدی اکران شد.